# شکنجه و آزار زندانیان ابوغریب

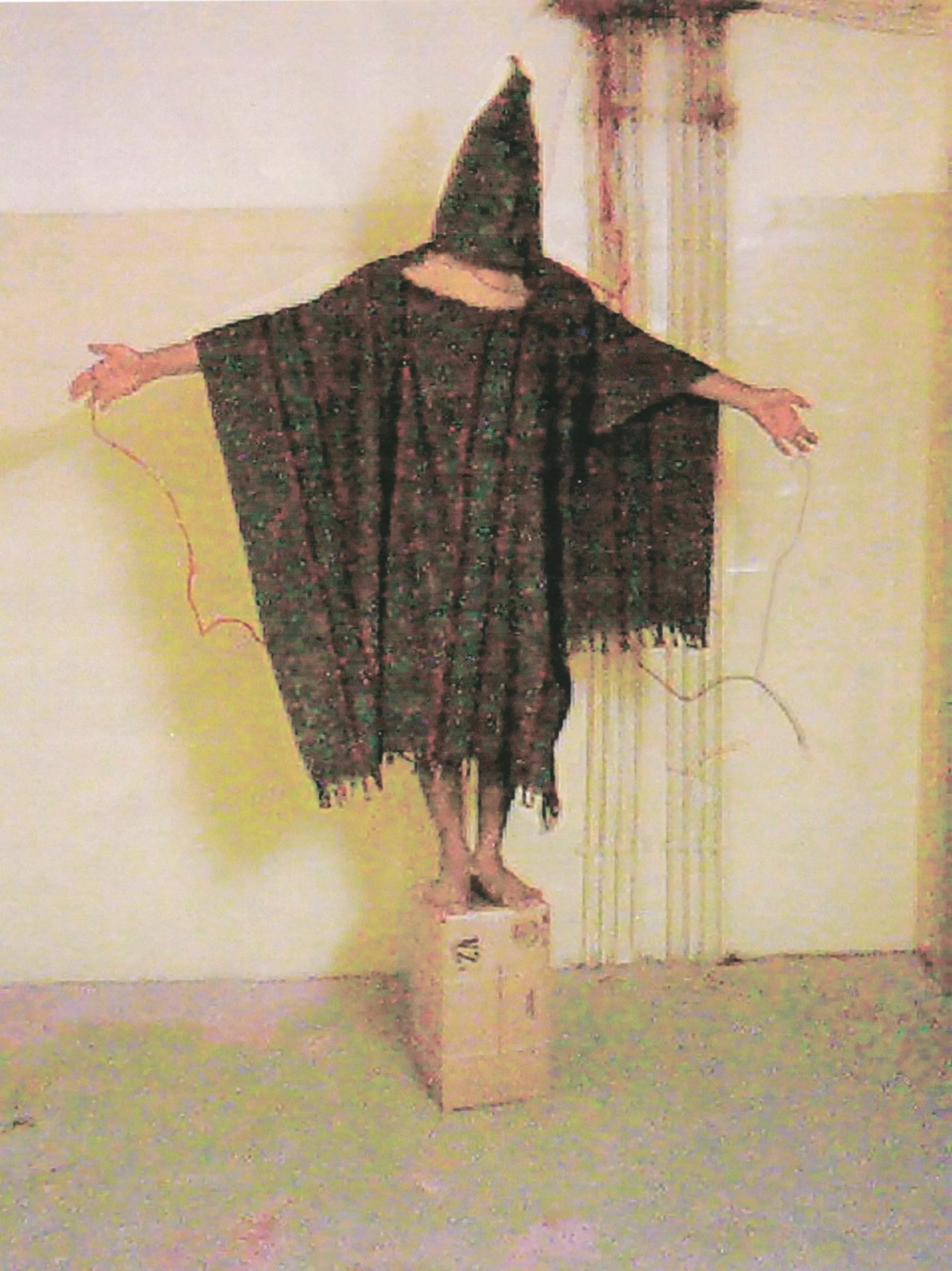
مردی با کلاه هودی نماد شکنجه در زندان ابوغریب

در سال ۲۰۰۴، مجموعه‌ای از تصاویر شکنجه زندانبانان آمریکایی زندان ابوغریب بغداد، بر روی اینترنت قرار گرفت و به سرعت پخش شد. انتشار این تصاویر به شدت به وجهه سیاسی و حقوق بشری ایالات متحده آمریکا در جهان لطمه وارد کرد. در دادگاه‌های نظامی در ایالات متحده آمریکا، یازده نفر از زندان‌بانان و مسئولین زندان که متهم به اعمال شکنجه، آزار زندانیان یا قصور در گزارش تخلفات به مسئولین ارشد ارتش را به سه تا ده سال زندان محکوم کرد..
ژنرال مسئول زندان نیز به سرهنگی تنزل مقام یافت.
رسوایی این جنایت‌ها ۱۸ آوریل سال ۲۰۰۴ از برنامه معروف تلویزیونی ۶۰ دقیقه که از شبکه CBS آمریکا تحت عنوان شکنجه در زندان‌های عراق؛ نمونه زندان ابوغریب پخش شد.

ژنرال آنتونیو تاگوبا مسئول تحقیق در پرونده زندان ابوغریب در یکی از گزارش‌هایش می‌نویسد: 
طی ماه‌های اکتبر تا دسامبر سال ۲۰۰۴ ارتش آمریکا شکنجه‌های جنون‌آمیز و وحشیانه و هولناکی مرتکب شد؛ و یکی از مقامات آمریکایی در تحلیل این شکنجه‌ها و کسانی که دست به آنها زده بودند، گفت که بی‌شک این بربرها و متوحش‌ها (خطاب به نظامیان آمریکایی) زندانیان عراقی را حیواناتی می‌پنداشته که شایستگی ندارند، با آنها برخوردی انسانی داشت.
روزنامه آمریکایی واشنگتن‌پست ترجمه رسمی انگلیسی سوگندنامه‌های ۱۳ زندانی عراقی را منتشر کرد. برخی از اسامی موجود در این اسناد به خاطر اینکه قربانیان آنها در معرض خشونت جنسی قرار گرفته‌اند، پاک شده‌اند. این شهادت‌ها از ضرب و شتم، رفتارهای تحقیرکننده و خشونت جنسی علیه زندانیان پرده برداشت.
روزنامه ساندی تلگراف از وجود تصاویری که انجام تجاوزهای جنسی در زندان ابوغریب عراق را به اثبات می‌رساند، خبر داد.

## اسامی برخی از زندانیان در زندان ابوغریب
- سمیر قنبر الیاسر
- علی شلال قیسی
- علی رحم تقوی دوست
- حیدر صابر العبودی
- شلعان سعید شارونی
- عبدالوهاب یوس
- سلمان داوود
- مصطفی جاسم مصطفی
- نادیه
- قاسم حالیس
- امین سعید الشیخ
- صهیر الباز[۴]
- محمد جمعه
- اسد حمزه هنفوش
- ابو حسین سعد فالح
- حسین محمد الزیادی[۵]
- ستار جابر
- حسین شهرستانی

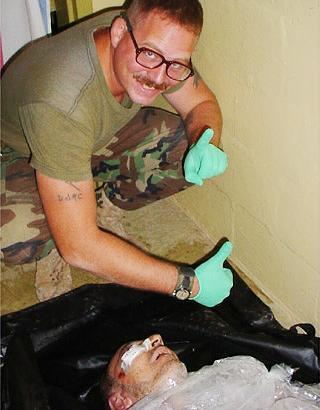
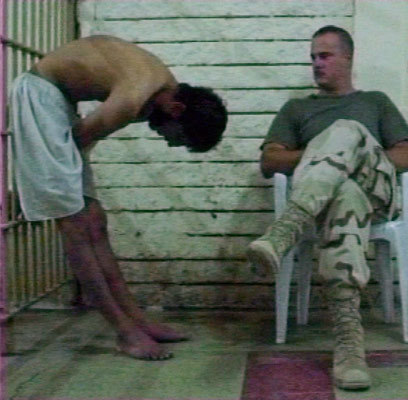
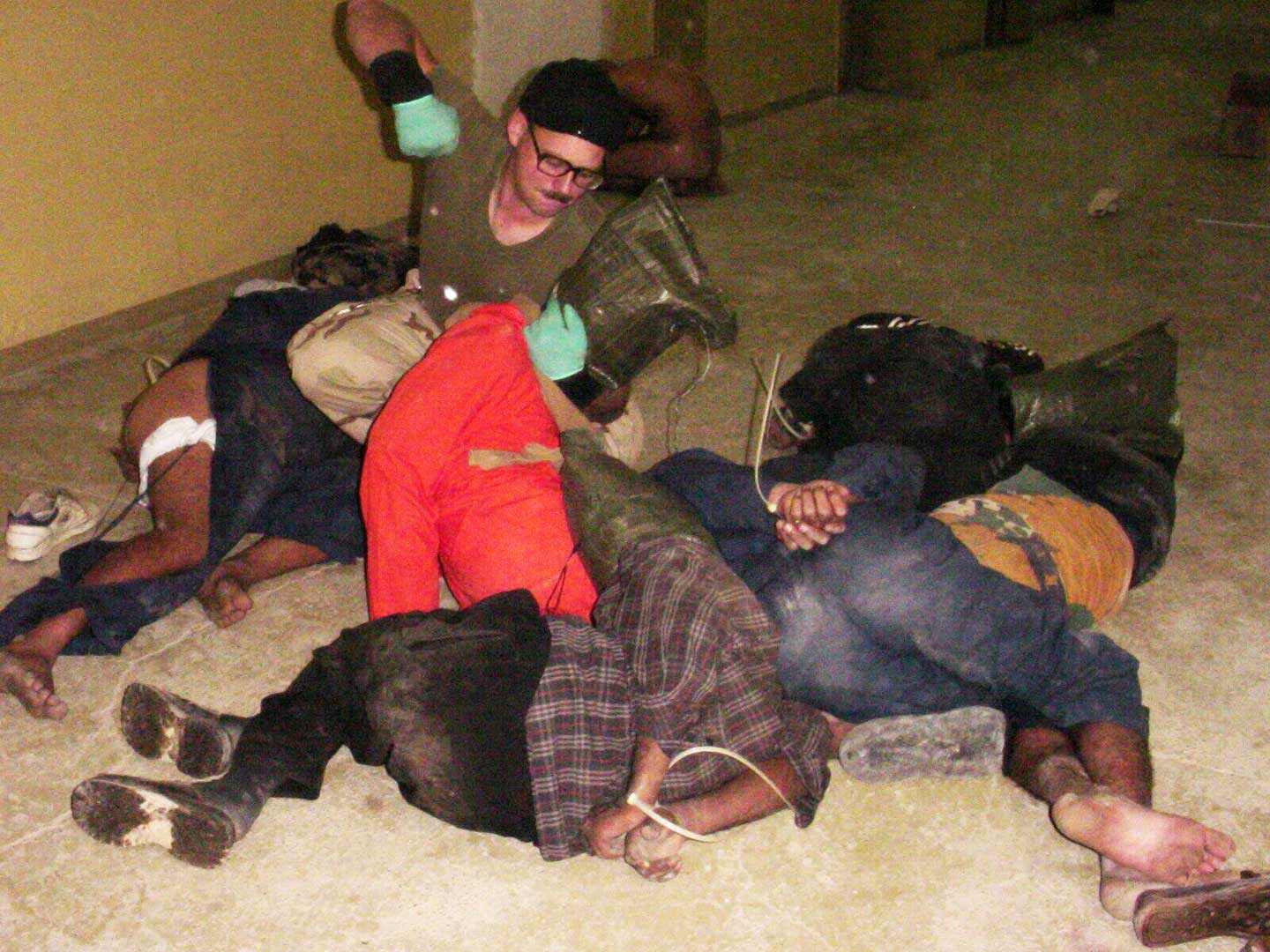
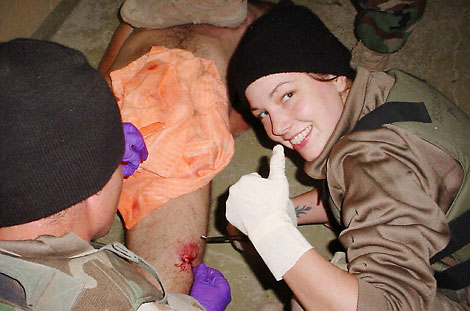
یک سرباز زن آمریکایی در حال بخیه‌زدن پای یک عراقی به دوربین لبخند می‌زند. پای این زندانی را یک سگ گاز گرفته‌بود.
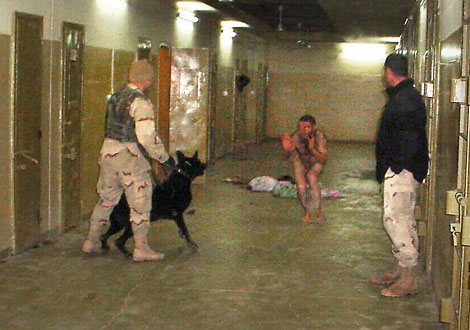
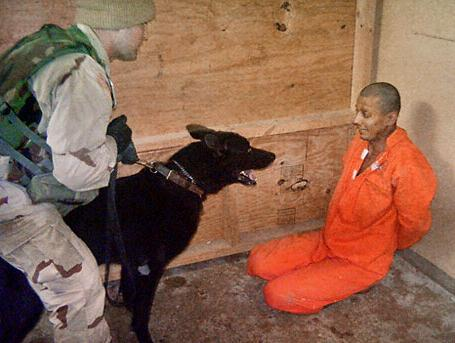
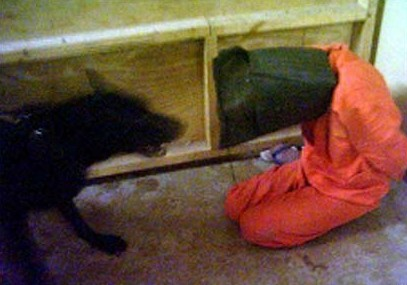